# Какапо
Кака́по (маори kākāpō «ночной попугай»), или сови́ный попуга́й (лат. Strigops habroptila), — ночная нелетающая птица из семейства Strigopidae, являющаяся эндемиком Новой Зеландии. Согласно исследованиям ДНК, относится к  наиболее древнему сохранившемуся семейству отряда попугаеобразных, базальному для остальных семейств. Единственный ныне живущий нелетающий попугай и самый тяжёлый вид попугаев.

## Внешний вид

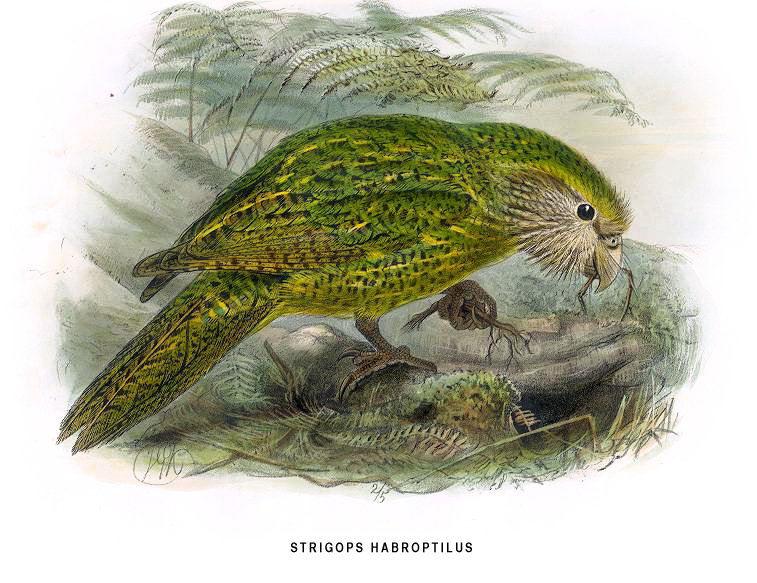
Какапо. Иллюстрация из книги Вальтера Лаври Буллера «Птицы Новой Зеландии», опубликованной в 1873 году

Оперение жёлто-зелёного цвета с чёрными крапинками, имеет характерный лицевой диск с чувствительными вибриссообразными перьями, огромный серый клюв, короткие ноги, огромные ступни и маленькие крылья, а также относительно короткий хвост. Какапо утратил способность к активному полёту. Ведёт ночной образ жизни. У самцов и самок наблюдается половой диморфизм в размере тела (самцы крупнее самок примерно на 30-40%). Воспитание молодняка протекает без вмешательства самца. Какапо является единственным видом попугаев, имеющим полигинийную систему размножения.
Длина тела около 60 см, вес самцов в зрелом возрасте от 2 до 4 кг, самок от 1,3 до 2 кг. Оперение мягкое; окраска нижней стороны тела зеленовато-жёлтая, верхней — мшисто-зелёная, с чёрными полосами на спине. На других местах тела полосы различного цвета: жёлто-зелёные, тёмно-бурые и лимонно-жёлтые. Лицевые перья образуют лицевой диск, как у сов, и, возможно, выполняют локационную функцию. Голос хрипло-каркающий, переходящий в визгливые неприятные звуки. Одной из необычных характеристик какапо является сильный, но в то же время приятный запах, похожий на запах цветов и мёда или пчелиного воска.

### Анатомия
Скелет какапо отличается от других попугаев, что связано с утратой способности к активному полёту. Какапо имеет наименьший относительный размер крыла среди всех попугаев. Его перья на крыльях короче, более мягкие, менее асимметричные и имеют меньше дистальных бороздок, соединяющих перья вместе. Грудная клетка небольшая, имеет рудиментарный киль и укороченную spina externa (кость позвоночника у птиц). Как и у других нелетающих птиц, вилочка какапо не срастается, а состоит из пары ключиц, соприкасающихся с каждым коракоидом. Угол, состоящий из коракоидных отростков и грудины, расширен. Таз более широкий, чем у других представителей отряда. Проксимальные кости ног и крыльев несоразмерно длинные, а дистальные элементы укорочены.
Грудная мускулатура какапо также изменена из-за утраты способности к полёту. Грудные и надкраевые мышцы значительно сокращены. Какапо не имеет чётко выраженного мышечного живота. Существует обширная мышца cucularis capitis clavicularis.

## Систематика и этимология
Какапо открыл английский орнитолог Джордж Роберт Грей в 1845 году. Родовое название птицы происходит от древнегреческого strix (в родительном падеже strigos), что означает «сова», и ops — «лицо», затем видовое название habros — «мягкий», и ptilon — «перо». Он имеет так много характерных особенностей, что его даже определили в отдельную трибу Strigopini. Недавние филогенетические исследования подтвердили уникальность этого рода, а также то, что этот вид близок к видам кеа (Nestor notabilis) и новозеландский кака (Nestor meridionalis) из рода Nestor. Теперь они все определены в отдельное надсемейство Strigopoidea в отряде попугаеобразных, в котором все 3 ныне живущих вида отнесены к семейству Strigopidae, а какапо в нём выделен в монотипический род Strigops. Предок какапо из надсемейства Strigopoidea стал изолированным, когда Новая Зеландия отделилась от Гондваны примерно 82 миллиона лет назад. А примерно 29 миллионов лет назад род какапо отделился от представителей рода Nestor. Ранее орнитологи предполагали, что какапо может быть родственен австралийским земляному попугаю (Pezoporus wallicus) и ночному попугаю (Geopsittacus occidentalis), но это мнение опровергнуто последними исследованиями.

## Экология и образ жизни
Какапо был широко распространён в Новой Зеландии, в настоящее время сохранился лишь на нескольких небольших островках, куда биологи перевезли несколько десятков особей с о. Стьюарт в конце XX века. Обитают в лесах, в местах с высокой влажностью, поднимаясь до высоты 1500 м над уровнем моря. Держатся в основном на земле. Ведёт сумеречный и ночной образ жизни, что редкость для попугаев (кроме него, этим известен ещё австралийский ночной попугай). Днём какапо скрывается в норах или расщелинах скал. Ночью по протоптанным тропам выходит кормиться ягодами, нектаром или соком растений (жуёт листья и побеги, не срывая их).
Ввиду отсутствия на территории Новой Зеландии млекопитающих хищников какапо потерял способность летать. Единственными коренными млекопитающими Новой Зеландии являются три вида маленьких летучих мышей, два из которых вымерли. Видимо, какапо, как многие другие нелетающие островные птицы, занимает экологическую нишу млекопитающих. До людей какапо были распространены шире и обитали на всех трёх главных островах Новой Зеландии. Они обитали в различных местностях, включая луговое разнотравье, кустарниковые заросли и береговые районы. Также они населяют леса, включая те местности, где растут ногоплодниковые растения (Podocarpaceae), например, дакридиум кипарисовый, или риму (Dacrydium cupressinum), Prumnopitys taxifolia (англ.), ногоплодник дакридиевидный (Dacrycarpus dacrydioides) и тотара (Podocarpus totara), а также нотофагус (Nothofagus), тава (Beilschmiedia tawa) и метросидерос зонтичный (Metrosideros umbellata). Обитали во Фьордленде, в районах обрывов и скалистых осыпей с листопадной и с вечнозелёной растительностью (например, винная ягода, или макомако (Aristotelia serrata), новозеландские виды рубус, или малинника (Rubus), кориария (Coriaria), хебе (Hebe) и копросмы (Coprosma)), которые называются «садом какапо».
Какапо — в первую очередь, ночной попугай. Он делает насест под укрытием дерева или на земле на день, а с наступлением ночи начинает обходить свою территорию.
Хоть какапо и не умеют летать, зато они, в случае угрозы, могут вскарабкаться на вершину невысокого дерева. Затем могут спускаться «с парашютом», то есть спрыгивая с раскрытыми крыльями. Парить или планировать они не умеют.
Продолжительность жизни до 60 лет.

### Питание
Клюв какапо приспособлен для измельчения пищи. По этой причине птица имеет очень маленькую глотку по сравнению с другими птицами подобного размера. В основном он травоядный, питается местными растениями (папоротниками), семенами, ягодами, пыльцой, нектаром. Исследования питания в 1984 году открыли где-то 25 видов растений, которыми питается птица. Какапо очень любят фрукты риму и питаются ими весь сезон года.
Диета какапо меняется каждый сезон. На протяжении всего года они питаются следующими растениями: Lycopodium ramulosum, Lycopodium fastigium, Schizaea fistulosa, Blechnum minus, Blechnum procerum, Cyathodes juniperina, Dracophyllum longifolium, Olearia colensoi и Thelymitra venosa. Отношение к некоторым видам растений у птиц бывает разным. Какапо оставляет явные следы своего пребывания на местах кормления на участке размером от 10×10 м до 50×100 м. Манука (Leptospermum scoparium) и кусты Lepidothamnus intermedius имеют явные признаки излюбленного корма.

### Размножение
Размножаются 1 раз в 2 — 5 лет, в период наиболее интенсивного плодоношения нескольких эндемичных кормовых видов растений. Самкам требуется 5 — 11 лет, чтобы достичь возраста размножения. Самцы собираются на традиционных участках токования и призывают самок звуком необычайно низкого тона, типа гудения, слышного на несколько километров. Это происходит каждую ночь в течение примерно 3 месяцев. Спаривание и откладывание яиц происходит с января по март. Высиживает яйца и выращивает птенцов только самка, покидая их ночью на несколько часов для поиска пищи. Гнёздами им служат выкопанные ямки в сердцевине гнилого пня или дерева, а также расщелины скал. Случается, что в гнездовую нору ведут два входа, от которых отходят туннели, имеющие в длину несколько десятков сантиметров, а в глубине оборудуется камера. В кладке обычно 2 яйца (от 1 до 4). Самец в выращивании и воспитании потомства участия не принимает. В период размножения каждое гнездо в настоящее время контролируется биологами с помощью инфракрасных видеокамер и датчиков приближения.

## Угрозы и охрана
Какапо находится в категории CR (таксоны в критическом состоянии). На январь 2019 года известно 147 особей, все особи известны, многим из них были даны имена, на них установлены радиомаячки. Из-за колонизации островов полинезийцами и европейцами, которые завезли на острова крыс, кошек, поссумов и горностаев, совиный попугай был истреблён на большей части своего первоначального ареала к середине XX века. Ещё в XIX веке стало ясно, что какапо находится на грани вымирания. В то время люди отлавливали птиц и отвозили их на остров Резольюшен. Всего туда было отправлено 300 попугаев, большая часть которых стала жертвой мелких хищников. На о. Северный исчез с 1927 года. Сведения, что какапо слышали в 1961 году на острове Северный, вероятнее всего, ошибочны.
Находится на грани исчезновения, занесён в Красную книгу МСОП. В 1976 году, на о. Южный (Фьордленд) были найдены всего 18 птиц, все оказались самцами, самок ловили лишь на острове Стьюарт. В 1977 году на о. Стьюарт насчитывалось 150 особей этого вида. Исследования показали, что в отдельные годы более 50 % взрослых птиц на о. Стьюарт ежегодно погибали от хищничества бродячих кошек, яйца и птенцов уничтожали крысы и горностаи. С 1997 года эти попугаи полностью исчезли в своём природном ареале и сохранились лишь на нескольких небольших охраняемых островках, куда с 1980 по 1992 год была вывезена биологами 61 особь с о. Стьюарт, для создания жизнеспособных популяций.
Основная причина их исчезновения — деятельность интродуцированных грызунов и хищников (включая крыс, горностаев и кошек), а также уничтожение и изменение их местообитания человеком и завезёнными на острова копытными. С 2004 года отмечена смертность птиц от инфекционного заболевания, вызванного бактерией Erysipelothrix rhusiopathiae, распространяемой инвазивными видами и домашними животными. Д. Мертон объясняет преобладание самцов в природе тем, что более мелкие самки были более лёгкой добычей для бродячих кошек, самки чаще погибали, защищая своих птенцов от нападений бродячих кошек. Угрозой для вида также является низкое генетическое разнообразие из-за инбридинга.
Помимо запрета добычи этих птиц и включения их в Приложение 1 СИТЕС, одним из возможных путей его сохранения является расселение какапо на острова, очищенные от хищников, — своеобразные авиарии.
В 1974—1975 гг. 3-х попугаев выпустили на остров Мауд, расположенный у северо-восточных берегов острова Южный в границах морского парка Мальборо-Саундс, но попугаи там не размножались из-за отсутствия леса. В настоящее время птицы обитают лишь на 3 охраняемых островках (Литл-Барриер, Кодфиш и Анкор-Айленд), куда они были интродуцированы биологами в конце XX века и где были предварительно истреблены инвазивные грызуны и хищники.
В 1999 году насчитывалось всего 62 совиных попугая, в том числе 6 птенцов. Департамент охраны природы Новой Зеландии считает своей главной задачей спасение данного вида, поэтому все гнёзда птиц тщательно охраняют, а затем выпускают  молодых особей на защищённые необитаемые острова. Птиц регулярно подкармливают в дикой природе, так как площадь островков и их кормовые ресурсы ограничены. Пар они не образуют, а вырытые птицами группы ям используются многими самцами как места демонстрации себя перед самками, посещающими эти «токовые площадки». Поэтому разведение этих птиц в неволе представляет значительные трудности, вольерное содержание они переносят плохо, что было отмечено ещё в XIX веке.
В 2009 году был значительный брачный сезон у какапо, и родилось 33 птенца. Количество особей достигло 100 штук. В 2016 также родилось много птенцов (32 особи). В остальные годы прироста популяции либо не было, либо был незначительный прирост 2-5 птенцов. К 2017 году на островах было известно 153 птицы, в 2018 — 147. По данным организации Kakapo Recovery, в 2019 году ожидается сезон размножения, и организация надеется на 30-50 птенцов, с общей численностью особей в 213 птиц.

### Вмешательство человека
Первым фактором снижения популяции является прибытие и охота людей. Согласно фольклору народа маори, какапо жили во всех местностях, пока полинезийцы не прибыли в страну длинного белого облака (Aotearoa — синоним Новой Зеландии) 1000 лет назад. Второй фактор — ввоз в страну инвазионных видов европейцами, что сейчас признаётся основной причиной исчезновения.

### План по расселению и восстановлению численности
| Перемещён                      | Численность   | Умершие < 6 месяцев | Выжившие до ноября 1992 года |
| ------------------------------ | ------------- | ------------------- | ---------------------------- |
| о. Мауд (1974-81)              | 9 (6♂, 3♀)    | 3 (2♂, 1♀)          | 4 (2♂, 2♀)                   |
| о. Литл-Барриер (1982)         | 22 (13♂, 9♀)  | 2 (1♂, 1♀)          | 15-19 (10-12♂, 5-7♀)         |
| о. Кодфиш (1987-92)            | 30 (20♂, 10♀) | 0                   | 20-30 (13-20♂, 7-10♀)        |
| о. Мауд (1989-91)              | 6 (4♂, 2♀)    | 0                   | 5 (3♂, 2♀)                   |
| о. Мана (1992)                 | 2 (2♀)        | 1 (1♀)              | 1 (1♀)                       |
| Общее                          | 65 (43♂, 22♀) | 6 (3♂, 3♀)          | 41-55 (27-36♂, 14-19♀)       |
| Заметка: ♂ = самцы, ♀ = самки. |               |                     |                              |

| - 1986: 22 (geschätzt) - 1991: 50 - 1992: 49 - 1993: 49 - 1994: 47 - 1995: 49 - 1996: 51 - 1997: 54 - 1998: 55 - 1999: 62 - 2000: 62 - 2001: 62 - 2002: 86 - 2003: 86 - 2004: 83 | - 2005: 86 - 2007: 85 - 2008: 91 - 2009: 124 - 2010: 122 (Stand: 16. Juli 2010) - 2011: 131 (Stand: 7. April 2011) - 2012: 127 (Stand: 31. Januar 2012) - 2013: 124 (Stand: 21. Dezember 2013) - 2014: 126 (Stand: August 2014) - 2015: 125 (Stand: Juli 2015) - 2016: 155 (Stand: November 2016; starke Brutsaison) - 2017: 151 (Stand: 20. Dezember 2017) - 2018: 149 (Stand: April 2018) - 2019: 200 (Stand: August 2019) | Графики недоступны из-за технических проблем. См. информацию на Фабрикаторе и на mediawiki.org. |

### Разведение в неволе
Взрослые особи не могут длительное время находиться в неволе и погибают. В неволе не размножаются. В Новой Зеландии проводится программа искусственного выращивания птенцов какапо из яиц, полученных от искусственно оплодотворённых самок, подкладывая яйца курам-несушкам для увеличения эффективности размножения, с последующим выпуском молодых особей в дикую природу. В 2016 году искусственным путём были выведены 12 птенцов. Доверчивость птиц (они почти не боятся людей и быстро к ним привыкают) может приводить к их гибели от рук человека на неохраняемых территориях.
Описание повадок, охраны и размножения птиц приводит Джеральд Дарелл в своей книге «Путь кенгурёнка» («Двое в буше»).

## В культуре маори
Какапо, как и другие виды птиц, являются важной частью истории для народа маори (коренные жители островов Новой Зеландии). Маори слагали о них легенды и использовали в фольклоре.
Мясо какапо использовалось народом маори в пищу и считалось деликатесом, поэтому они охотились на птиц, пока те были широко распространены.

## Галерея

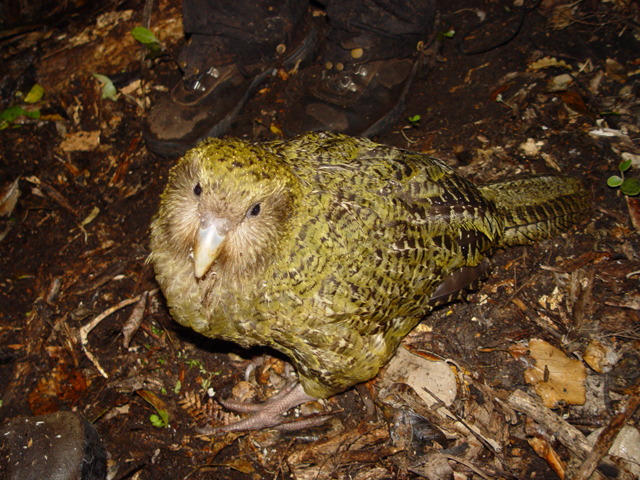
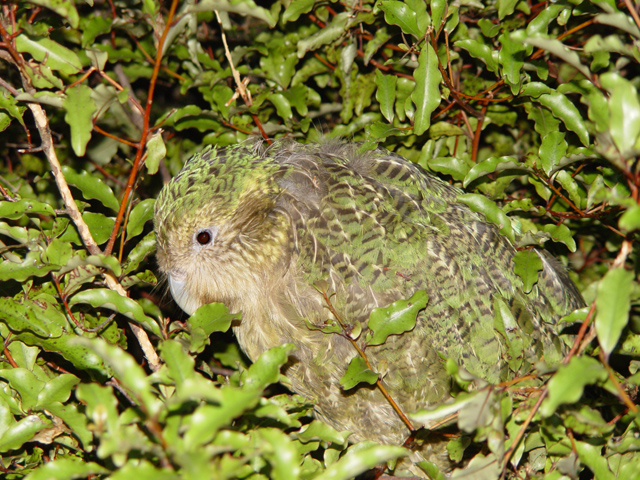
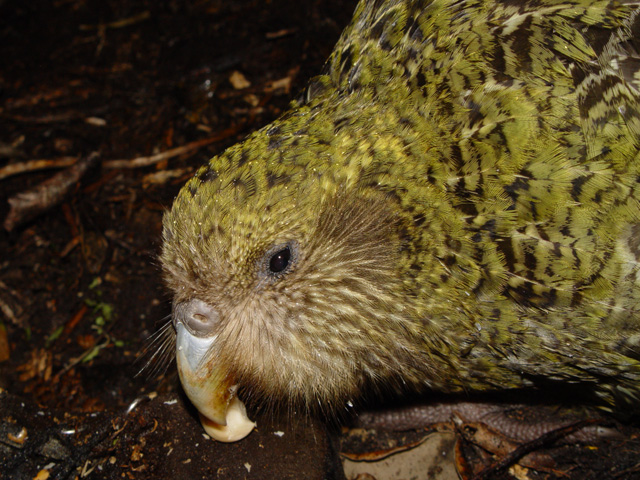